# Seznam slovenskih risarjev
Seznam slovenskih risarjev in karikaturistov.

## A
- Jože Aberšek - Aba (karikaturist)
- Žiga Aljaž
- Marijan Amalietti (arhitekturni, karikaturist)
- Franjo Ančik
- Ivo Antič (karikaturist)
- Kamil Arčon (nihalopis)
- Ferdinand (Ferdo) Avsec

## B
- Branko Babič (karikaturist)
- Srečko Bajda?
- Andrej Bajt (karikaturist)
- Milko Bambič (mdr. karikaturist)
- Stojan Batič
- Milan Batista
- Nikolaj Beer
- Mirsad Begić
- Ana Belčič?
- Leon Belušič (arhitekturni)
- Jože Beranek (mdr. karikaturist)
- Janez Bernik
- Josip Bezlaj
- Anton Bitenc (arhitekturni)
- Milan Bizovičar
- Gvidon Birolla
- Bogdan Borčić
- Remigij Bratož (karikaturist)
- Suzana Brborović
- Marjan Bregar (karikaturist)
- Vladimir Brezar (arhitekturni)
- Stanislav Brodnik?
- Klemen Brun
- Bojan Budja (arhitekturni)
- Vesna Bukovec
- Karla Bulovec-Mrak
- Marko Butina
- Milan Butina

## C
- Ivan Cankar
- Danilo Cedilnik (alpinistični)
- Ciril Cej
- Jože Ciuha
- Jure Cihlař
- Ina Conradi Chavez
- Jože Cvelbar

## Č
- Ivan Čargo (mdr. karikaturist)
- Vilko Čekuta
- Zvonko Čoh

## D
- Roman Dekleva?
- Marko Derganc
- Avgust Deržek
- Silva Devetak
- Smiljana Didek
- Zoran Didek?
- Slavoj Dimnik
- Matija Doberšek
- Frančišek Dobnikar
- Saša Dobrila?
- Lojze Dolinar
- Milogoj Dominko
- Lojze Drašler (arhitekturni)
- Anton Drofenik (1936–2017) (karikaturist)
- Herbert Drofenik (1909–1993) (arhitekt)

## E
- Milan Erič

## F
- Maks Fabiani
- David Faganel
- Miklavž Feigel (paleontol.?)
- Dominik Forte
- Domen Fras
- Črtomir Frelih
- Slavko Furlan (1952-2007)

## G
- Maksim Gaspari
- Boštjan Gašperšič (1938-1983)
- Kostja Gatnik
- Draga Gelt
- Ludvik Glazer Naudé
- Igor Godnjov (ilustrator/karikaturist)
- France Gorše
- Boris Grad?
- Oton Grebenc (1875-1945)
- Herman Gvardjančič?

## H
- Andrej Habič (1939-1986) (karikaturist)
- Srečko Habič
- Miha Hančič
- Andrej Herman (strip)
- Robert Hlavaty
- Ciril Horjak - Dr. Horowitz
- Uroš Hrovat
- Zdenko Huzjan

## I
- Bard Iucundus

## J
- Stane Jagodič (mdr. karikaturist)
- Ivan/Janez/John Jager
- Božidar Jakac
- Tomaž (Marijan) Jeglič (1941-2018) (arhitekturni)
- Andrej Jemec
- Jernej Jemec
- Samo Jenčič
- Radovan Jenko
- Peter Jovanovič
- Boris Jukić (*1950)
- Bojan Jurc
- Jernej Juren?
- Franco Juri (karikaturist)
- Elko Justin
- Ferdo Juvanec star. (1872–1941) (kaligraf)

## K
- Franc Dominik Kalin
- Mihael Kambič

- Anton Karinger
- Dušan Kastelic
- Franc Kavčič
- Vasja Kavčič
- Gregor Kebe (1799-1885)
- Peter Kerševan (arhitekturni)
- Samira Kentrić
- Saša Kerkoš
- Alenka Kham Pičman
- Andreja Kladnik
- Dore Klemenčič-Maj
- Jakob Klemenčič
- Pavel Klodič
- Radovan Klopčič
- Alojz Knafelc
- Boris Kobe (arhitekturni)
- Jurij Kobe (arhitekturni)
- Ivana Kobilca
- Janez Koch
- Matej Kocjan - Koco
- Marko Kočevar (karikaturist)
- Jiři Kočica (karikaturist)
- Miran Kohek (karikaturist...)
- Bernard Köllé
- Miklavž Komelj
- Milček Komelj
- Ladislav (László) Kondor (karikaturist)
- Tina Konec
- Mitja Konič
- Vlasto Kopač (arhitekturni)
- Petra Korent
- Božo Kos (karikaturist)
- Boža Košak (karikaturistka?)
- Milena Košak Babuder (PEF)
- Janez Kovačič
- Katja Kovše
- Damijan Kracina
- Jernej Kraigher (arhitekturni)
- Gašper Krajnc
- Ervin Kralj
- Bine Kramberger?(arheolog)
- Jaka Kramberger (animator)
- David Krančan
- Anka Krašna
- Metka Krašovec
- Tomaž Kržišnik
- Stane Kumar
- France Kunaver
- Franz Kurz zum Thurn und Goldenstein

## L
- Miloš Lapajne
- Tomaž Lavrič (mdr. karikaturist)
- Leopold Layer
- Vasja Lebarič
- Vladimir Leben
- Erik Lovko
- Izar Lunaček

## M
- Miha Maleš
- Marijan Manček (karikaturist)
- Mitja Manček
- Janez Marinčič - "Risar Joe"
- Ervin Markošek?
- Živko Marušič
- Grega Mastnak
- Aco Mavec
- Milan Maver (karikaturist, strip...)
- Erik Mavrič
- Matija Medved - Medo (*1990)
- Kiar Meško
- Janez Mežan
- France Mihelič
- Jurij Mikuletič (*1955)
- Boris Miočinović - Boba
- Celestin Mis (1863-1918)
- Marjan Motoh (karikaturist)?
- Narcis Mršić (naravoslovni)
- Ivo Mršnik
- Deja Muck (fraktalno)
- Marijan Mušič (arhitekturni)
- Marko Mušič (arhitekturni)
- Zoran Mušič
- Miki Muster (mdr. karikaturist)

## N
- Alojzij Novak (učitelj)
- Andrej Novak (karikaturist)
- Vinko Novak
- Franc Novinc

## O
- Boris Oblak (karikaturist)
- Floris Oblak
- Irena Ocepek
- Marjan Ocvirk (arhitekturni)
- Radko Okretič
- Miro Oman
- Miroslav Oražem
- Donald Orehek (karikaturist v ZDA)
- Janez Ošaben
- Jože Ovnik  (karikaturist, ilustrator)

## P
- Jurij Pajk
- Klavdij Palčič?
- Andreja Panič Omahna
- Zdravko Papič?
- Sergej Pavlin (1929-2017) (arhitekturni)
- Borut Pečar (karikaturist)
- Marijan Pečar
- Albin Penko
- Mario Peruzzi
- Jelko Peternelj (karikaturist)
- Janez Petkovšek
- Veno Pilon
- Janez Pirnat
- Miha Pirnat
- Nikolaj Pirnat
- Jože Plečnik (arhitekturni)
- Janez Plestenjak
- Vinko Podobnik
- France Podrekar (karikaturist)
- Marko Pogačnik
- Blaž Porenta (3 D)
- Gašper Porenta
- Janez (Ivan) Povirek
- Marij Pregelj
- Dušan Premrl
- Aljana Primožič Fridauer (karikaturistka)
- Jože Primožič - Tošo
- Janez Pristavec
- Gregor Purgaj

## R
- Sandi Radovan
- Tone Rački (lik. pedagog)
- (Milan Radin)
- Vlado Ravnik (botanični)
- Edvard Ravnikar (arhitekturni)
- France Ravnikar
- Vojteh Ravnikar (arhitekturni)
- Oto Reisinger (1927–2016; karikaturist na Hrvaškem)
- Janja Rihter (pedag.)
- Bine Rogelj (1929–2023) (karikaturist)
- Jasmina Rojc
- Fran Rojec (1867–1939) (ilustrator)?
- Martin Rojko (1924–)
- Ivan Romih (karikaturist)
- Ciril Rus (1913-86)
- Sandra Ržen?

## S
- Rudolf Saksida
- Simon Sanda
- Jakob Savinšek
- Valentin Scagnetti (1909-2012) (kaligraf)
- Martin Johann Schmidt
- Matjaž Schmidt
- Drago Senica - Pi (karikaturist)
- Albert Franc Sič (1865-1949)
- Albert Sirk
- Iztok Sitar
- Marjan Skumavc (mdr. karikaturist)
- Nejč Slapar
- Frančišek Smerdu
- Zoran Smiljanić
- Hinko Smrekar (mdr. karikaturist)
- Branko Sosič (mdr. karikaturist)
- Jože Spacal?
- Lojze Spazzapan
- France Stare
- Koni Steinbacher
- Franjo Sterle
- Matej Sternen
- Sašo Stevović
- Rudi Stopar?
- Lucija Stramec
- Božidar Strman - Mišo
- Mladen Stropnik?
- Gabrijel Stupica
- Janez Suhadolc (arhitekturni)
- Franc Suher (1861-1944)

## Š
- Luka Širok
- (Iztok Šmajs - Muni) ?
- Janez Šubic
- Jurij Šubic
- Gizela Šuklje
- Vital Šuligoj (karikaturist)

## T
- Helena Tahir
- Borko Tepina
- Janko Testen (karikaturist)
- Marjan Tomšič (karikaturist)
- Jože Trobec (karikaturist)
- Fran Tratnik
- Andrej Trost

## U
- France Uršič (mdr. karikaturist)

## V
- Janez Valentinčič (1904-94) (arhitekturni)
- Petra Varl
- Josip Vesel
- Matjaž Vidic
- Urša Vidic
- Nande Vidmar
- Roman Vodeb (portretist, karikaturist)
- Nikolaj Vogel
- Marjan Vojska?
- Vojko Volavšek - Volvo
- Karl Vouk
- Melita Vovk
- Žarko Vrezec (naravoslovni)
- Sergej Vrišer
- Čedomir Vučič
- Jaka Vukotič
- Ivan Vurnik

## W
- Huiqin Wang (kaligrafka)
- Franc Wrenk

## Z
- Miljutin Zarnik (karikaturist)
- Zlatko Zei
- Branko Zinauer (karikaturist)
- Mojca Zlokarnik
- Franc Zorec (karikaturist)
- Leon Zuodar
- Dalibor Zupančič - Bori

## Ž
- Ivan Žnidarčič
- Tone Žnidaršič (1923) ?
- Oton Župančič